# Кальпіс
Кальпіс (яп. カルピス, Karupisu) — японський безалкогольний напій, який виробляється Calpis Co., Ltd. (яп. カルピス株式会社, Karupisu Kabushiki-gaisha), дочірньою компанією Asahi Breweries з головним офісом у Шібуя, Токіо.

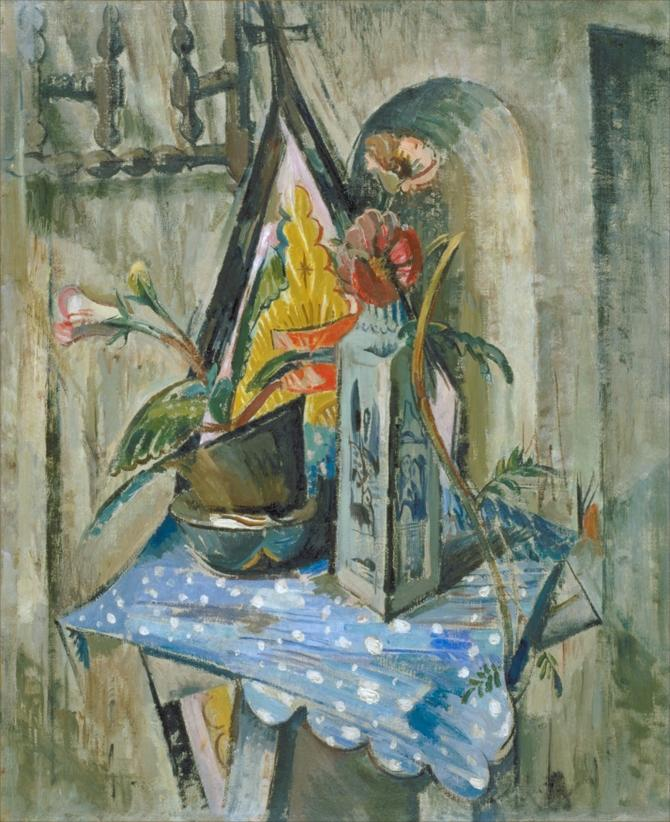
Натюрморт з обгорткою Кальпіса (1923), Накамура Цуне; випущений в обіг у день Зоряного фестивалю в 1919 році; білі крапки на синьому фоні представляють зорі у Чумацькому шляху

Напій має легкий, трохи молочний і злегка кислий смак, подібний до простого або ванільного ароматизованого йогурту або Якульта. Він складається з води, знежиреного сухого молока та молочної кислоти і виробляється молочнокислим бродінням.
Напій продається як концентрат, який змішується з водою або іноді з молоком безпосередньо перед вживанням. Також доступна попередньо розбавлена версія, відома як Calpis Water (яп. カルピスウォーター, Karupisu Wōtā), або її газований варіант, відомий як Calpis Soda (яп. カルピスソーダ, Karupisu Sōda). Він також використовується для ароматизації какігорі та як інгредієнт для коктейлів та чухай .
Вперше напій вийшов на ринок 7 липня 1919 року. Він швидко став популярним у довоєнній Японії, оскільки його концентрована форма означала, що він добре зберігався без охолодження. Раніше фірмова упаковка в горошок мала білі крапки на блакитному тлі, а 1953 року відбулася інверсія кольорів патерну. Спочатку тематика була присвячена Чумацькому Шляху, у посиланні на японський фестиваль Танабата 7 липня, традиційне святкування, яке розглядається як початок літа.

## Назва
Назву Кальпіс (Calpis) було створено як порт-манто, шляхом об'єднання частини «каль» з кальцію і «піс» санскритського слова sarpiṣ (/ s̪əɽpiʂ /), що означає очищене масло. Переважно в Північній Америці назву «Calpis» замінюють на «Calpico» зі написом катаканою カ ル ピ ス нижче або на зворотному боці упаковки.

## Логотип
Оригінальним логотипом Кальпіса було спрощене чорно-біле зображення чорношкірої людини з великими губами, що п'є зі склянки за допомогою соломинки. Логотип був розроблений на основі картини німецького художника, на якій зображена чорношкіра людина в панамі, яка п'є Calpis. Оскільки логотип пізніше був визнаний образливим, чорно-білий логотип спочатку було інверсовано, а потім від нього взагалі відмовились.

## Натхнення
Засновник Кальпіса, Кайун Місіма, подорожував до монгольського регіону на півночі Китаю (Внутрішня Монголія) 1904 року, і познайомився там з традиційним молочним продуктом, відомим як айраг (який має назву «кумис» у більшості Центральної Азії). Активним інгредієнтом айрагу, відповідальним за його унікальний аромат, є молочна кислота, що виробляється лактобактеріями. Повернувшись до Японії, він вирішив розробити напої на основі продуктів переробки молока та молочної кислоти.